# Риау
Риау е една от провинциите на Индонезия. Административен център е град Пеканбару. Населението ѝ е 6 330 941 жители (по преброяване от май 2015 г.), а има площ от 87 024 кв. км.
Религиозният състав през 2010 г. е: 88% мюсюлмани, 6% будисти, 5% католици, 1% протестанти и други. Намира се в часова зона UTC+7. Провинцията е богата на полезни изкопаеми като петрол, природен газ, гума. Масовият сеч на дървета води до намаляването на горите от 78% през 1982 г. до 33% от територията на
провинцията през 2005 г.

## Острови
Едни от известните с туризма си острови влизащи в състава на правинцията са Бинтан и Батам.